# بنيدات
ذَلَّافيِّات أو البنيدات (الاسم العلمي Penaeidae)، هي فصيلة من القشريات البحرية، وتزود أرجلها الثلاثة بملاقط، لكن الملقط الثالث أصغر من الملقطين الأول والثاني، يصل طول بعضها في اللمناطق الاستوائية إلى 30 سم، ولا تحمل الإناث بيوضها، بل تلقيها في ماء البحر.
وهي تضم العديد من الأنواع ذات الأهمية الاقتصادية، مثل الروبيان النمري، الروبيان ذي الأرجل البيضاء، الروبيان الأبيض الأطلسي والروبيان الهندي.